# Ordem Imperial de Santo Alexandre Nevsky

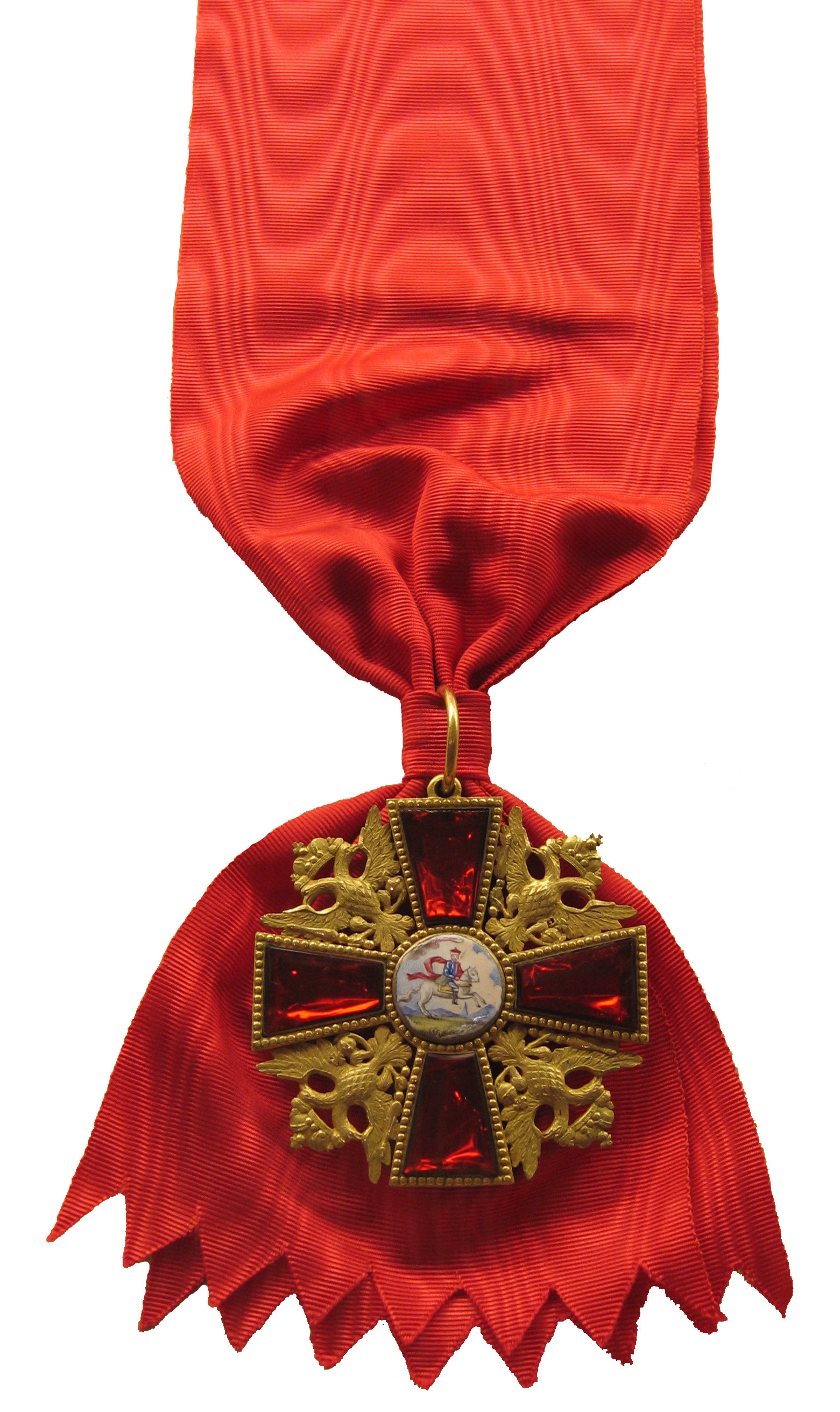
Ordem Imperial de Santo Alexandre Nevsky

A Ordem Imperial de Santo Alexandre Nevsky foi instituída em 1725 por Catarina I da Rússia. Originalmente, premiava cidadãos russos ilustres, que serviram a seu país com honra, a maioria através de serviço político ou militar.

## História
A introdução da Ordem Imperial de Santo Alexandre Nevsky foi idealizada pelo Imperador Pedro I da Rússia (r. 1682–1721) para recompensar a bravura militar na batalha. No entanto, ele morreu antes de poder criar a ordem. Foi estabelecido pela Imperatriz Catarina I da Rússia, em memória dos feitos de Santo Alexandre Nevsky, padroeiro da capital russa de São Petersburgo, por defender a Rússia contra invasores estrangeiros. A ordem foi originalmente concedida a cidadãos russos ilustres que serviram seu país com honra, principalmente por meio do serviço político ou militar.
Foi concedido pela primeira vez por ocasião do casamento da Grã-duquesa Anna Petrovna da Rússia e Charles Frederick, Duque de Holstein-Gottorp, em 1725. Uma dúzia de convidados recebeu a recompensa, e a ordem rapidamente ficou muito atrás da Ordem de Santo André e da Ordem de Santa Catarina em prestígio.
A Imperatriz Catarina reclamou da situação e, em setembro de 1725, ela decidiu quem receberia o prêmio. A Ordem de Santo Alexandre recebia a mais alta estima e não costumava ser concedida a pessoas abaixo do posto de tenente-general ou de um status político igual. Além disso, foi, incluindo o rei polonês Augusto II o Forte e o rei Frederico IV da Dinamarca-Noruega.

## Legado
A Ordem de Santo Alexandre Nevsky foi abolida após a Revolução Russa de 1917, junto com todas as outras ordens e títulos do Império Russo.
Em 1942, a União Soviética reviveu a ordem como uma decoração puramente militar e a renomeou como Ordem mais secular de Alexandre Nevsky, e a Federação Russa a reviveu em 2010.
Os chefes da Casa Imperial Russa no exílio continuaram a conceder a Ordem de Santo Alexandre Nevsky. HIH Maria Vladimirovna, uma pretendente ao trono russo e à liderança da Casa Imperial Russa, continua a conceder uma Ordem Imperial Russa de Santo Alexandre Nevsky como uma ordem dinástica de cavalaria. Essas ações são contestadas por alguns membros da família Romanov.
Em 2010, pesquisadores em São Petersburgo e Moscou publicaram um livro com todos os nomes dos destinatários do pedido original. O número combinado de homenageados nos anos de 1725 a 1917 totalizou 3 674.

## Insígnias

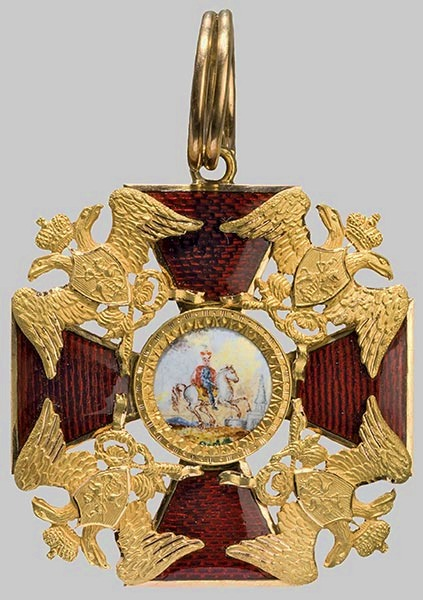
Versão cruzada, edição 1820-1830 (frente)
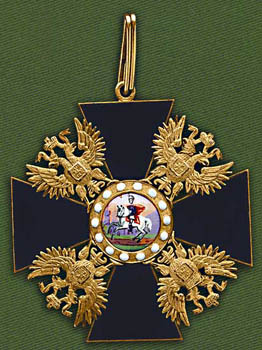
Edição 1865 em ouro sobre esmalte preto
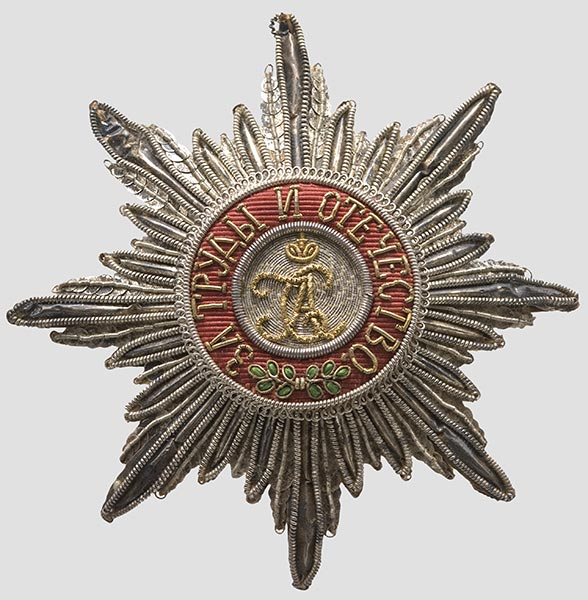
Versão de bordado de fios de prata em couro branco, edição ca 1840